# Alfeo y Zaqueo
Los santos Alfeo y Zaqueo fueron dos cristianos ejecutados en Cesarea, Palestina, en el año 303 o 304, según el historiador eclesiástico Eusebio de Cesarea en su obra Mártires de Palestina. Se les conmemora el 18 de noviembre.

## Antecedentes
Existen dos versiones de Mártires de Palestina de Eusebio y tanto en la versión corta como en la larga se relatan las historias de Alfeo y Zaqueo, aunque con variaciones.
Eusebio estuvo presente en Cesarea durante las persecuciones, parte de la campaña de supresión del cristianismo en todo el imperio.

## Persecución de los cristianos en Cesarea
El emperador Diocleciano había ordenado que todos en el Imperio debían realizar cultos y sacrificios a los dioses romanos. Las autoridades de Cesarea tenían tanto interés en que todos obedecieran esta orden que, según la recensión más corta de los Mártires de Palestina de Eusebio, agarraron a un líder cristiano por las manos, lo llevaron al altar y le clavaron la ofrenda en la mano derecha. Luego lo despidieron como si hubiera realizado el sacrificio. Los responsables acordaron que darían fe de que otros dos habían realizado las ofrendas, aunque no fuera así. Otro cristiano abrió la boca para decir que se negaba a adorar a los dioses romanos cuando los guardias le golpearon en la cara, le impidieron hablar y lo despidieron, de modo que, dice Eusebio, de los muchos traídos de la zona para realizar actos de culto a los dioses romanos o morir, sólo dos, Alfeo y Zaqueo, fueron honrados con la corona de los santos mártires.

## Zaqueo
Las autoridades de Cesarea habían traído a cristianos de los alrededores para que  apostataran o se enfrentaran a la muerte.  Entre ellos había un diácono de Gadara, Zaqueo, llamado así por la persona del Nuevo Testamento, según Eusebio en la larga recensión de los Mártires de Palestina, debido a su baja estatura y dulce naturaleza. Habló audazmente de su fe ante los jueces, fue torturado y metido en una celda.

## Alfeo
Primo de Zaqueo, Alfeo era el  lector de la iglesia de Cesarea. Muchos cristianos de la ciudad y sus alrededores, ante la disyuntiva de elegir entre sus principios religiosos o la muerte, se agolpaban en la ciudad para realizar sacrificios a los dioses, cuando Alfeo denunció en voz alta y públicamente su apostasía. Con lo cual fue llevado ante los jueces, se le ordenó sacrificar, pero se negó, haciendo declaraciones desafiantes de su fe.

## Martirio
Alfeo y Zaqueo fueron torturados juntos durante varios días, y en repetidas ocasiones se les ofreció la oportunidad de sacrificar a los dioses y ser liberados, pero se negaron a pesar de sus sufrimientos. Finalmente, ambos fueron decapitados el mismo día.